# Hans Josef Tymister
Hans Josef Tymister (* 19. Februar 1937 in Aachen; † 29. März 2017 in Schliengen) war ein deutscher Pädagoge, Linguist, Tiefenpsychologe und Phänomenologe. U. a. lehrte er an der Universität Hamburg (1978–2000) sowie an der von ihm mitbegründeten Akademie für Beratung und Philosophie in Schliengen (2003–2017). In der Tradition Alfred Adlers stehend zeichnet sich der Mensch für ihn wesentlich durch seine soziale Bezogenheit aus. Vor diesem Hintergrund verstand er das Prinzip Ermutigung als das zentrale Prinzip zur Förderung und gesunden Entwicklung des Menschen. Als Schüler des Aachener und Freiburger Philosophen Gustav Siewerth konnte er mit seiner von Martin Heidegger geprägten Philosophie zudem den Brückenschlag zwischen Philosophie und angewandter Pädagogik herstellen. Einer seiner Lehr- und Forschungsschwerpunkte waren die philosophisch-daseinsanalytischen Voraussetzungen und Implikationen pädagogischen Arbeitens, insbesondere die „Pädagogische Beratung“ sowie die phänomenologische Hermeneutik der Faktizität und dessen Transfer in die pädagogische Beratungsarbeit.

## Leben
Er war Schüler der Individualpsychologen Oscar Christensen und Rudolf Dreikurs, der mit Alfred Adler die Individualpsychologie als Sozialpsychologie mehr und mehr aus der Medizin heraus in die Pädagogik führte. Er grenzte pädagogische Beratung, die er als Hilfe zur Selbsthilfe verstand, ab von Psychotherapie, die ihren Fokus demgegenüber auf die Heilung von psychischen Krankheiten legt. Vor diesem Hintergrund sah er den Einsatz von Psychotherapie in der Schule kritisch, weil seiner Auffassung nach Kinder mit Schulschwierigkeiten eben nicht bzw. nicht notwendig psychisch krank sind. Tymister hat eine erfolgreiche Erziehungslehre begründet, die Instruktionspsychologie kritisch betrachtet und stattdessen den Einzelmenschen ins Zentrum rückt. Ein Grundprinzip aller Erziehungs-, Wachstums-, Lehr- und Lernprozesse, sowohl in Unterricht, in der individualpsychologisch-daseinsanalytischen Beratungsarbeit und ganz grundsätzlich im sozialen Miteinander in Familie, Beruf und Gemeinschaft, ist nach Tymister die Ermutigung. Er schließt sich damit den Gründervätern unter den Individualpsychologen (A. Adler, R. Dreikurs, D. Dinkelmeyer uvm.) an. Doch anders als manche seiner individualpsychologischen Kollegen verstand er Ermutigung nicht als eine mechanische Strategie oder Technik zur Erreichung eines Ziels, sondern vielmehr als eine grundsätzliche Haltung gegenüber Menschen, die geprägt ist von Achtung, Wertschätzung, Vertrauen und sozialer Gleichwertigkeit. Tymisters Grundprinzipien übernahm u. a. auch die Oecotrophologin und individualpsychologisch-daseinsanalytische Beraterin Sonja M. Mannhardt, mit der zusammen er die Akademie für Beratung und Philosophie gründete. Sein besonderes Augenmerk galt zudem auch der Linguistik-Ausbildung der Lehrer, speziell der Deutschlehrer, in denen er die wichtigsten Träger der Ermutigung sieht. Aus seinen Erfahrungen mit der Erziehung von Kindern und Jugendlichen hat er außerdem auf denselben Prinzipien der Ermutigung aufbauende Lernmodelle für Erwachsene entwickelt. Aufbauend auf den individualpsychologischen Arbeiten von Rudolf Dreikurs lag der Schwerpunkt seiner Lehr- und Forschungstätigkeit im Bereich der pädagogischen Beratung, die er als Hilfe bei der Bewältigung von Aufgaben, Problemen und Konflikten im Leben mit Kindern und Jugendlichen verstand und in dem von ihm eingerichteten „offenen Beratungszentrum“ praktizierte.
Von 1978 bis 2000 war er Professor für Erziehungswissenschaften unter besonderer Berücksichtigung der Grundschulpädagogik an der Universität Hamburg. Sein Ermutigungsmodell wurde in den 1980er Jahren in mehreren westdeutschen Bundesländern empfohlen, bevor in der Nachwendezeit wieder verstärkt individualpsychologische Ansätze verfolgt wurden. Nach seiner Pensionierung wurde er Lehrberater und Leiter der Akademie für Beratung und Philosophie in Schliengen.

## Werke
- Linguistik und Unterricht, mit Horst Sitta. Niemeyer, Tübingen 1978
- Didaktik „Sprechen, Handeln, Lernen“. Urban und Schwarzenberg, München u. a. 1978
- Lernen im Deutschunterricht. Methodik und Verständigung, mit Wulf Wallrabenstein. Kohlhammer, Stuttgart u. a. 1982
- Pädagogische Beratung mit Kindern und Jugendlichen. Fallbeispiele und Konsequenzen für Familie und Schule. Bergmann und Helbig, Hamburg 1996